# Karasuk (rzeka)
Karasuk (ros. Карасук) – rzeka w azjatyckiej części Rosji, na terenie m.in. obwodu nowosybirskiego.

## Charakterystyka
Rzeka przepływa przez terytorium obwodu nowosybirskiego, a łączna jej długość wynosi 531 kilometrów. Karasuk znajduje się pomiędzy wielkimi rzekami Obem i Irtyszem. Powierzchnia dorzecza wynosi natomiast 11 300 kilometrów kwadratowych. Sama nazwa ma pochodzić z języków autochtonicznych ludów zamieszkujących te obszary przed przybyciem Rosjan i oznacza „czarną wodę”. Od czasów Związku Radzieckiego poprzez okres Federacji Rosyjskiej rośnie nieustannie zanieczyszczenie rzeki. Działalność człowieka nad jej brzegami powoduje, że jest ona zasilana odpadkami jak resztki nawozów sztucznych, pozostałości z procesu przetwarzanej ropy naftowej, a nawet elementy maszyn rolniczych. Sprawia to, że wyginęła spora liczba gatunków ryb, które żyły kiedyś w wodach Karasuku, a te, które pozostały, znajdują się w stanie zaniku.
By chronić rzekę i spróbować przywrócić jej dawny stan, w 2007 roku gubernator obwodu nowosybirskiego wokół źródeł rzeki utworzył specjalną strefę chronioną. Ten rezerwat przyrody zajmuje powierzchnię 1200 hektarów i w jego strefie zabroniona jest działalność przemysłowa. Możliwe jest natomiast amatorskie wędkarstwo i swobodny dostęp dla ludności, który ma na celu wytworzenie swego rodzaju turystyki ekologicznej. Najważniejsze skupiska ludzkie leżące nad rzeką to m.in. miasto Karasuk oraz Krasnozierskoje.